# Gudsyoga
Gudsyoga är inom tibetansk buddhism en tantrisk utövningsform där gudar, buddhor eller bodhisattvor visualiseras och blir subjekt för offergåvor, böner, och recitation av mantran. Buddhor och bodhisattvor refereras till som gudar i detta sammanhang. Syftet med detta är att utövaren ska få siddhor. Siddhor kommer i främst två former: sadharanasiddhi (magiska krafter, rikedom, etc), samt uttamasiddhi (buddhaskap).
Enligt Tsongkhapa och den fjortonde och nuvarande Dalai Lama, är gudsyoga den centrala utövningsformen inom all tantra. Dalai Lama menar att alla tantriska utövningssätt är baserad på gudsyoga. Gudsyoga kan i praktiken utövas på många olika sätt, i varierande komplexitet, där mer avancerade utövare utför mer komplex gudsyoga. Gudsyoga sägs vara effektivt bland annat för att visualisering av sig själv som en buddha, eller ökad bekantskap med de kvalitéer som visualiseras i gudarna/buddhorna/bodhisattvorna leder till att man gradvis efterliknar de kvalitéer som dessa har. Exempelvis kan utövande centrerat kring Avalokiteshvara, bodhisattvan av medlidande, leda till ökad förmåga av medlidande hos utövaren, till följd av att utövaren blir mer bekant med denna bodhisattva. På samma sätt sägs visualisering av buddhor leda till efterliknande av buddhors kvalitéer, som sålunda kan leda till att utövaren blir en buddha.
En vanlig gud att använda inom de tre första typerna av tantra i den fyrfaldiga uppdelningen är Tara. Meditationen på henne har tio steg, och innehåller bland annat meditation på sunyata, utveckling av de fyra brahmaviharorna (inkluderar bland annat kärlek och medlidande mot alla varelser), mantran, visualisering av Tara, och så vidare. Detta utövningssätt kan även komma i varierande utförlighet, där kortare versioner kan utövas varje dag, medan längre versioner kan ta flera dagar att slutföra.
Guden som används i gudsyoga benämns som en yidam.